# Вишнёвое (Шепетовский район)
Вишнёвое (укр. Вишневе) — село в Шепетовском районе Хмельницкой области Украины.
Население по переписи 2001 года составляло 472 человека. Почтовый индекс — 30445. Телефонный код — 3840. Занимает площадь 93 км². Код КОАТУУ — 6825480203.

## Местный совет
30444, Хмельницкая обл., Шепетовский р-н, с. Вербовцы